# Villa Rendena
Villa Rendena é uma comuna italiana da região do Trentino-Alto Ádige, província de Trento, com cerca de 821 habitantes. Estende-se por uma área de 34 km², tendo uma densidade populacional de 24 hab/km². Faz fronteira com Daone, Pelugo, Montagne, Vigo Rendena, Darè, Preore, Tione di Trento, Breguzzo.